# Йоуханн Паудль Йоуханнссон
Йоуханн Паудль Йоуханнссон (исл. Jóhann Páll Jóhannsson; род. 31 мая 1992) — исландский политический и государственный деятель. Член партии «Социал-демократический альянс». Министр окружающей среды, энергетики и климата с 21 декабря 2024 года. Депутат альтинга с 2021 года.

## Биография
Родился 31 мая 1992 года в Рейкьявике. Родители: Йоуханн Йоуханнссон (Jóhann G. Jóhannsson; род. 9 мая 1955), композитор и Бриндис Паульсдоуттир (Bryndís Pálsdóttir; род. 15 июля 1963), скрипачка.
Окончил Рейкьявикскую среднюю школу второй ступени (MR) в 2012 году.
В 2015 году получил степень бакалавра (BA) философии с правом в качестве второстепенного предмета в Исландском университете (HÍ). В 2017 году получил степень магистра истории в Эдинбургском университете. В 2020 году получил степень магистра европейской политической экономии в Лондонской школе экономики и политических наук.
В 2012—2015 годах — журналист в газете DV, в 2015—2019 годах — в газете Stundin.

## Политическая карьера
По результатам парламентских выборов 2021 года избран депутатом альтинга от «Социал-демократического альянса» в избирательном округе Рейкьявик-Север. Был членом Комитета по экономическим и торговым делам (2021—2023), Комитета по государственному бюджету (2023), Комитета по благополучию (с 2023).
По результатам парламентских выборов 30 ноября 2024 года избран депутатом альтинга от «Социал-демократического альянса» в избирательном округе Рейкьявик-Юг.
21 декабря назначен министром культуры, инноваций и высшего образования в коалиционном правительстве под руководством премьер-министра Криструн Фростадоуттир («Социал-демократический альянс»).

## Личная жизнь
Супруга — Анна Бергльоут Гюннарсдоуттир (Anna Bergljót Gunnarsdóttir; род. 28. декабря 1991).